# Sesiini
Sesiini zijn een geslachtengroep van de wespvlinders (Sesiidae). 

## Taxonomie
Bij de tribus zijn de volgende geslachten ingedeeld:
- Sesia Fabricius, 1775
- Trilochana Moore, 1879
- Cyanosesia Gorbunov & Arita, 1995
- Sphecosesia Hampson, 1910
- Teinotarsina Felder, 1874
- Lenyra Walker, 1856
- Aegerosphecia Le Cerf, 1916
- Lamellisphecia Kallies & Arita, 2004
- Clavisphecia Kallies, 2011
- Eusphecia Le Cerf, 1937
- Sphecodoptera Hampson, 1893
- Callisphecia Le Cerf, 1916
- Madasphecia Viette, 1982
- Melittosesia Bartsch, 2009
- Barbasphecia Pühringer & Sáfián 2011
- Afrokona Fischer, 2006
- Hovaesia Le Cerf, 1957
- Lenyrhova Le Cerf, 1957